# Clubul Sportiv Municipal Târgoviște (voleibol feminino)
O Clubul Sportiv Municipal Târgoviște, mais conhecido como CSM Târgoviște, é um clube multi-desportivo da cidade de Târgoviște, Romênia, fundado em 1991. No voleibol feminino, os seus maiores feitos são: i) o título da Cupa României na temporada 2015-16 e ii) o título da Super Cupa României, também em 2016.

## Voleibol Feminino
Embora tenha sido fundado em 1991, não há informações sobre o início de suas atividades no departamento de voleibol feminino. Os primeiros registros da atuação do CSM Târgoviște nesse esporte datam da temporada de 2009-10, quando disputou a Divizia A2 Est, tendo sido eliminado nas quarta-de-final pelo CSU Galați. Também falha na temporada seguinte, sem vencer nenhum jogo na fase preliminar. Na temporada 2011-12 joga pela Divizia A2 Vest, terminando na quarta colocação, sem chances de disputar o acesso.
Conquistou o primeiro lugar da Divizia A2 Vest na temporada 2012-13, tendo perdido apenas um único jogo. Tal feito, deu-lhe o direito de disputar o Torneio de Promoção à Divizia A1, junto ao segundo colocado da Divizia A2 Vest e os dois representantes da Divizia A2 Est. No referido torneio, o CSM Târgoviște obteve duas vitórias e uma derrota (segundo melhor colocado), garantindo o acesso à principal competição do voleibol feminino romeno.
Em sua primeira participação na Divizia A1, o clube terminou na sexta posição. Ainda na temporada 2013-14, caiu na primeira fase da Copa da Romênia, perdendo os dois jogos para o CSM Volei Alba Blaj.
Em 2014-15 disputou a final da Divizia A1 contra o CSM Alba Blaj, tendo perdido os três primeiros jogos da final melhor de cinco. Já na Copa da Romênia, caiu na segunda fase diante do CS Dinamo București.
Em 2015-16 conquistou a sua primeira Copa da Romênia, ao bater o CSM București por 3x0. No entanto, voltou a perder o título da Divizia A1 para o CSM Volei Alba Blaj, ao cair na série final por 3 jogos a 2.
A temporada seguinte garantiu-lhe mais um título nacional: a Supercopa Romena; conquistada sobre o já conhecido rival de Blaj, por 3x2 na final. Na copa da Romênia de 2016-17, caiu diante do CS Stiinta Bacau, ao perder os dois jogos das semi-finais, por 3x0 e 3x1, respectivamente. Já na fase final da Divizia A1, disputada em pontos corridos, terminou na terceira posição.
Na temporada 2017-18, não obteve os resultados esperados, tendo sido eliminado pelo CSM Volei Alba Blaj na semi-final da Copa da Romênia e terminado na quarta colocação da Divizia A1.

## Títulos
| NACIONAIS | NACIONAIS           | NACIONAIS | NACIONAIS         |
|           | Competição          | Títulos   | Temporadas        |
| --------- | ------------------- | --------- | ----------------- |
| Romênia   | Divizia A1          | 1         | 2020–21           |
| Romênia   | Cupa României       | 2         | 2015–16 e 2023–24 |
| Romênia   | Super Cupa României | 1         | 2016              |

## Equipe atual
Temporada 2018-2019
- Alexandra Trică
- Diana Calotă
- Ramona Isabela Breban
- Adina Maria Roșca
- Mihaela Jeremić-Ozun
- Gabriela Florina Bălae
- Mihaela Pamfil
- Rodica Buterez
- Lorena Ciocian
- Sara Klisura
- Tanja Sredić
- Dubravka Đurić
- Emiliya Nikolova
- Andrea Laković